# Episodi di The Vampire Diaries (prima stagione)
La prima stagione della serie televisiva The Vampire Diaries, composta da ventidue episodi, è stata trasmessa sul canale statunitense The CW dal 10 settembre 2009 al 13 maggio 2010.
In Italia, la stagione è stata trasmessa in prima visione assoluta dal 3 febbraio 2010 al 30 giugno 2010 su Mya di Mediaset Premium. È stata trasmessa in chiaro dal 15 dicembre 2010 al 2 febbraio 2011 su Italia 1.
Durante questa stagione esce dal cast principale Kayla Ewell ed entra Matt Davis, dopo essere comparso come guest star.

Immagine dalla sigla della prima stagione

| nº | Titolo originale            | Titolo italiano              | Prima TV USA      | Prima TV Italia  |
| -- | --------------------------- | ---------------------------- | ----------------- | ---------------- |
| 1  | Pilot                       | Il ritorno di Stefan         | 10 settembre 2009 | 3 febbraio 2010  |
| 2  | The Night of the Comet      | La notte della cometa        | 17 settembre 2009 | 10 febbraio 2010 |
| 3  | Friday Night Bites          | Una partita rosso sangue     | 24 settembre 2009 | 17 febbraio 2010 |
| 4  | Family Ties                 | Legami familiari             | 1º ottobre 2009   | 24 febbraio 2010 |
| 5  | You're Undead to Me         | L'ora della verità           | 8 ottobre 2009    | 3 marzo 2010     |
| 6  | Lost Girls                  | Ragazze perdute              | 15 ottobre 2009   | 10 marzo 2010    |
| 7  | Haunted                     | Ossessionata                 | 29 ottobre 2009   | 17 marzo 2010    |
| 8  | 162 Candles                 | 162 candeline                | 5 novembre 2009   | 24 marzo 2010    |
| 9  | History Repeating           | La storia si ripete          | 12 novembre 2009  | 31 marzo 2010    |
| 10 | The Turning Point           | Punto di svolta              | 19 novembre 2009  | 7 aprile 2010    |
| 11 | Bloodlines                  | Discendenza                  | 21 gennaio 2010   | 14 aprile 2010   |
| 12 | Unpleasantville             | Unpleasantville              | 28 gennaio 2010   | 21 aprile 2010   |
| 13 | Children of the Damned      | I figli dei dannati          | 4 febbraio 2010   | 28 aprile 2010   |
| 14 | Fool Me Once!               | Mi hai ingannato una volta   | 11 febbraio 2010  | 5 maggio 2010    |
| 15 | A Few Good Men              | Uomini d'onore               | 25 marzo 2010     | 12 maggio 2010   |
| 16 | There Goes the Neighborhood | Il male si avvicina          | 1º aprile 2010    | 19 maggio 2010   |
| 17 | Let the Right One In        | Strane alleanze              | 8 aprile 2010     | 26 maggio 2010   |
| 18 | Under Control               | Sotto controllo              | 15 aprile 2010    | 2 giugno 2010    |
| 19 | Miss Mystic Falls           | La reginetta di Mystic Falls | 22 aprile 2010    | 9 giugno 2010    |
| 20 | Blood Brothers              | Fratelli di sangue           | 29 aprile 2010    | 16 giugno 2010   |
| 21 | Isobel                      | Isobel                       | 6 maggio 2010     | 23 giugno 2010   |
| 22 | Founder's Day               | Il giorno della Fondazione   | 13 maggio 2010    | 30 giugno 2010   |

## Il ritorno di Stefan
- Titolo originale: Pilot
- Diretto da: Marcos Siega
- Scritto da: Kevin Williamson e Julie Plec (sceneggiatura)

### Trama
L'episodio inizia con una coppia, Darren Malloy e Brooke Fenton, che nel guidare la loro auto colpiscono improvvisamente qualcuno. Si fermano per vedere se la persona è ferita, ma entrambi finiscono per essere uccisi da questa persona. Nella piccola città della Virginia di Mystic Falls, Elena Gilbert e suo fratello Jeremy devono fare i conti con il fatto che i loro genitori sono recentemente morti mentre vengono accuditi dalla loro zia, Jenna, che agisce più come loro amica che come genitore. Elena diventa emotivamente ritirata dopo la recente rottura con il suo fidanzato, Matt, mentre Jeremy si abbandona ai farmaci per evitare di trattare con i propri sentimenti. A scuola, Elena urta il nuovo misterioso studente Stefan Salvatore, che attira l'attenzione di Elena. Questa va al cimitero a visitare i suoi genitori e scrive nel suo diario. Durante la scrittura, appare un corvo e rifiuta di muoversi anche quando lei tenta di spaventarlo. Improvvisamente, della nebbia comincia a coprire tutto ed Elena comincia a correre, lasciando cadere il suo diario. Inciampa, si fa male, si volta e trova Stefan lì. Mentre parlano, l'odore del sangue della gamba di Elena sembra causare alcuni cambiamenti nel volto di Stefan che svanisce di colpo. Si reca poi a casa di Elena a scusarsi per la fuga e le restituisce il suo diario. Al pensionato Salvatore, Zach, dopo aver visto la notizia di 2 persone che sono state attaccate da un animale, chiede a Stefan perché è tornato e se lui ha attaccato queste persone, nonostante la sua promessa di non fare del male a nessuno. Stefan nega di aver avuto a che fare con l'attacco e va alla festa di inizio anno scolastico dove c'è anche Elena. La migliore amica di Elena, Bonnie Bennett, anche lei presente alla festa, cerca di non prendere sul serio la nonna che le ha detto che è una sensitiva, ma poi sente qualcosa di misterioso toccando Elena e comincia a sentire dentro di lei qualcosa, come dei poteri. Intuitivamente, Bonnie sospetta qualcosa di strano anche in Stefan. La sorella di Matt, Vicki, si trova nel bosco con Jeremy, con il quale litiga, così va in disparte e viene morsa da qualcosa che pensa si tratti di un animale. Stefan si rende conto che c'è qualcun altro in città che è come lui e che è anche responsabile per i primi 2 attacchi e corre a casa. Stefan informa Zach e poi suo fratello, Damon Salvatore, appare in camera sua. Stefan chiede a Damon perché è a Mystic Falls, nonostante la sua avversione per la città. Damon risponde che è in città a causa di Elena, che è simile a una ragazza di nome Katherine che Stefan tiene in una foto del 1864. Damon, che è molto più forte di Stefan perché si nutre di sangue umano, lo batte in una lotta. Damon prende l'anello di Stefan, che è molto importante, poiché protegge i vampiri dalla luce del sole ma poi lo restituisce. Inoltre, intenzionato a trovare Katherine minaccia Stefan di uccidere Elena. Nel frattempo, Vicki si sveglia in ospedale e dice a Matt che non è stata attaccata da un animale, ma da un vampiro.
- Guest star: Chris William Martin (Zach Salvatore).
- Altri interpreti: Steve Belford (Darren), Cindy Busby (Brooke), Benjamin Ayres (William Tanner).
- Ascolti USA: telespettatori 4 910 000 – share (18–49 anni) 6%[1]
- Ascolti Italia (free): telespettatori 1 228 000 – share 5,16%[2]

## La notte della cometa
- Titolo originale: The Night of the Comet
- Diretto da: Marcos Siega
- Scritto da: Kevin Williamson e Julie Plec

### Trama
L'episodio inizia con una coppia che copula in una tenda nel bel mezzo del bosco. Quando l'uomo esce dalla tenda per prendere un oggetto dalla macchina qualcuno lo attacca. La donna scende e lo trova morto, e lei viene uccisa subito dopo. Vicki è ancora in ospedale dopo l'attacco vampiro. Jeremy le fa visita per vedere come sta, ma Vicki lo respinge a causa dei suoi sentimenti per Tyler, che ha iniziato a mostrare più interesse per lei. Jenna ha un incontro presso la scuola con il signor Tanner, professore di Elena e Jeremy, e lui la informa riguardo a quest ultimo il quale ha fatto già molte assenze a causa della droga e l'abuso di alcol; inoltre giudica Jenna per la sua capacità di crescere 2 adolescenti. 
Jenna cerca poi di parlare con Jeremy, ma fallisce. Elena e Matt parlano di Vicki e Matt le dice che Vicki ha detto che era stata attaccata da un vampiro, ma non crede alla sua storia. Stefan che è seduto a pochi metri da loro ascolta la conversazione e si preoccupa, poiché Vicki potrebbe parlare. Così Stefan va in ospedale, per poterla soggiogare facendole credere che si trattava di un animale che l'ha aggredita. Matt nota Stefan in ospedale e si insospettisce, ma questi riesce a scappare dalla finestra prima che Matt lo possa prendere. Vicki dice che è stata attaccata da un animale, ma ha ancora degli incubi dove lei vede Damon. Bonnie e Caroline Forbes discutono al grill riguardo agli eventi recenti e quest'ultima dice che ha incontrato un ragazzo misterioso, che si rivela essere Damon, ma non sa dove trovarlo. Caroline convince Elena ad andare avanti e dare una possibilità a Stefan, cosa che decide di fare subito, così se ne va verso casa sua. Elena arriva a casa, ma Stefan non c'è e si imbatte in Damon che si presenta. Damon coglie anche l'occasione per parlare ad Elena di Katherine, e di come lei abbia rotto il cuore di Stefan. Egli entra e chiede a Elena di lasciar stare, così questa se ne va abbastanza arrabbiata. Alla festa del passaggio della cometa Elena parla con Stefan riguardo a Katherine, che gli avrebbe spezzato il cuore, ma lui le rivela che è stato molto tempo fa. Vicki è stata dimessa dall'ospedale e quando entra nel grill, si imbatte in Damon, che ricorda vagamente. Damon la segue e la assale nuovamente. Quando Jeremy non la riesce a trovare da nessuna parte, tutti cominciano a cercarla, tra cui Stefan, che sente le sue urla da lontano. Damon la tiene al tetto di un edificio minacciando di buttarla giù. Stefan si precipita sul tetto e chiede a Damon di lasciar andare Vicki. Damon antagonizza Stefan costringendo Vicki a credere che fosse stato lui ad aggredirla quella notte, e cerca di costringerlo ad ucciderla in modo che non riveli la loro vera natura. Stefan, però, si rifiuta di farlo dicendo che non gli importa se Vicki rivela tutto e se la gente lo uccide, così Damon, sorpreso, la soggioga facendole credere che era stata attaccata da un animale. Tornata al ristorante, Vicki è di nuovo al sicuro e Stefan chiede a Caroline e Bonnie il numero di Elena. Bonnie annota il numero da dare a Stefan, ma nel momento in cui lo tocca percepisce un brutto presentimento.
Elena e Stefan si incontrano ancora una volta a casa di quest'ultimo dove si scusa per il suo comportamento. Così, parlando, si baciano per la prima volta. Nel frattempo, Damon ha inseguito Caroline fino al parcheggio. Così mentre sono in procinto di fare l'amore Damon la morde.
- Guest star: Chris William Martin (Zach Salvatore), Benjamin Ayres (William Tanner).
- Altri interpreti: Peyton Lee (Ragazzo), Elizabeth Lynn Hyngley (Ragazza).
- Ascolti USA: telespettatori 3 875 000 – share (18–49 anni) 5%[3]
- Ascolti Italia (free): telespettatori 1 228 000 – share 5,16%[2]

## Una partita rosso sangue
- Titolo originale: Friday Night Bites
- Diretto da: John Dahl
- Scritto da: Barbie Kligman e Bryan M. Holdman

### Trama
Caroline si sveglia dopo la notte trascorsa con Damon. Quando si accorge di avere segni di morsi sul collo cerca di fuggire dalla sua stanza, ma Damon la sente, attaccandola di nuovo. Bonnie si preoccupa per Elena poiché sta con Stefan. Così dopo la brutta sensazione che ha avuto quando ha toccato la mano di Stefan, cerca di parlare con Elena per chiederle di non stare più con lui ma Elena non vuole ascoltarla, quindi organizza una cena a casa sua, dove Bonnie e Stefan avranno la possibilità di conoscersi meglio e la neo-strega la possibilità di ricredersi sul ragazzo. Vicki invita Jeremy ad un concerto, ma come amici. Così Jeremy si arrabbia, perché vuole essere più che suo amico. Tyler discute con Matt poiché quest'ultimo non si apre più con Elena e vede che con Stefan si sente più a suo agio. Elena suggerisce a Stefan di unirsi alla squadra di rugby al fine di farsi più amici, cosa che lui fa, anche se all'inizio non si trova molto d'accordo. Stefan chiede a Tanner di far parte del team, ma questi dice di no dal momento che Stefan lo metteva in imbarazzo durante le lezioni di storia. Ma Tanner gli permette comunque di provare e rimane colpito dalla sua abilità, così fa entrare Stefan nella squadra. Nel frattempo, Caroline si presenta in ritardo all'allenamento delle cheerleader a causa di Damon. Elena e Bonnie prepararano la cena in attesa di Stefan e Bonnie dice a questa che lei continua a vedere i numeri 8, 14 e 22, ma non sa che cosa significhino. Stefan arriva e cominciano a cenare. Così per spegnere il silenzio Elena accenna al fatto che la nonna di Bonnie sostiene che la loro famiglia sia composta da streghe che provengono da Salem. Stefan dice a Bonnie che il patrimonio familiare della Bennett è qualcosa di cui essere orgogliosi e la ragazza diventa più affettuosa nei confronti di Stefan. Caroline e Damon arrivano inaspettatamente e Stefan cerca di convincere Elena a non invitarlo in casa, ma lei lo invita per rispetto. Durante la conversazione della serata, Damon fa un commento criptico riferito al loro passato con Katherine. Così, incuriosita, Elena comincia a parlare con Damon di Katherine. Nel frattempo, Stefan conferma il suo sospetto che Damon stia abusando di Caroline e tenta di convincerlo che gli esseri umani non devono essere utilizzati come giocattoli. In risposta, Damon ricorda a Stefan che è stato invitato in casa di Elena e lui può tornare ogni volta che vuole e fare quello che vuole. Stefan riflette su come possa far tornare a Damon l'umanità e su come proteggere Elena. Alla partita di football, Stefan le dà una collana con la verbena in modo che Damon non sarà in grado di soggiogarla. Prima della partita, Tanner fa un discorso di incoraggiamento che mette in evidenza i talenti di Stefan, facendo infuriare Tyler. Jeremy, ubriaco, picchia Tyler a causa del modo in cui tratta Vicki e ne segue una lotta tra di loro. Stefan cerca di fermarli ma si taglia la mano. Elena vede la sua mano ferita, ma quando cerca di medicarlo, la ferita è già guarita, facendola sospettare. Questo sospetto porta Elena a mettere in discussione Bonnie e la sua strana sensazione nei confronti di Stefan. Damon segue Elena fino alla sua auto e tenta di soggiogarla, per farsi baciare, ma Elena lo schiaffeggia e gli ricorda che non è Katherine. Damon capisce che la collana che Stefan le ha dato contiene la verbena ed è per questo che non è stato in grado di soggiogarla. Damon affronta Stefan e lo minaccia di uccidere Elena. Stefan gli dice che potrebbe esserci ancora dell'umanità in lui. Damon, per dimostrare che aveva torto, uccide Tanner di fronte ai suoi occhi. Matt scopre il corpo di Tanner e chiede aiuto. Mentre l'ambulanza porta via il corpo, Bonnie è in stato di shock poiché continua a vedere i 3 famosi numeri. Elena è confusa e sconvolta dagli eventi della serata, e Stefan le assicura che andrà bene. Stefan dopo ciò che è accaduto non è più convinto che ci sia qualcosa di buono in Damon e che deve essere fermato. Mentre Damon è in camera di Elena per guardarla dormire (accennando di avere un certo tipo di sentimenti per lei), la lascia proprio mentre si sveglia.
- Guest star: Benjamin Ayres (William Tanner).
- Altri interpreti: Chris Thomas Hayes (Studente).
- Ascolti USA: telespettatori 3 797 000 – share (18–49 anni) 5%[4]
- Ascolti Italia (free): telespettatori 1 228 000 – share 5,16%[2]

## Legami familiari
- Titolo originale: Family Ties
- Diretto da: Guy Ferland
- Scritto da: Andrew Kreisberg e Brian Young

### Trama
L'episodio inizia con Elena che si sveglia a causa di rumori sospetti. Nel tentativo di controllare da dove provengono, vede alla tv una notizia in cui è vittima di un attacco animale. Damon appare in casa di Elena e inizia a inseguirla. Subito dopo Stefan si sveglia dal suo sogno con Damon seduto accanto a lui. La morte di Elena era solo un giochetto che Damon ha messo nella testa di Stefan mentre stava dormendo. Damon lo informa, inoltre, che la polizia ha catturato l'animale che è responsabile degli attacchi e che ha deciso di rimanere per un po' a Mystic Falls coprendo le sue tracce. Elena cerca di lucidare un orologio da tasca che fa parte dei suoi cimeli di famiglia, poiché la signora Lockwood (moglie del sindaco) gliel'ha chiesto per poterlo inserire nel patrimonio del Consiglio dei Fondatori. Jeremy si arrabbia quando sente che lo sta per dare via e per l'ennesima volta i fratelli non sono d'accordo. Stefan va a casa di Elena, che gli chiede di farle da accompagnatore all'esposizione dei beni antichi. Allo stesso tempo, Damon costringe Caroline ad invitarlo all'esposizione e lei naturalmente accetta, poiché non ha scelta. Tyler si trova al Grill (dove lavora Vicki) con i suoi genitori, ma quando la ragazza va al loro tavolo, Tyler si comporta come se non la conoscesse. Quando i suoi genitori se ne vanno, cerca di parlare con Vicki, così ne approfitta per farsi invitare alla festa, infatti lui glielo chiede e Vicki accetta, ma Jeremy che ascolta tutta la conversazione le dice di aver sbagliato, poiché Tyler la tratta come spazzatura. Bonnie parla con Caroline e la incoraggia a rivelare il segreto di Damon. Così Caroline rivela il segreto a Bonnie che poi dice ad Elena la versione di Damon riguardo alla storia con Katherine, ma Elena le dice che questa è la versione della storia di Damon. A casa Salvatore, Zach chiede a Damon perché è tornato, così Damon si arrabbia e lo attacca. Stefan interviene e ferma Damon che se ne va. Zach svela a Stefan di una piantagione di verbena che si tramanda di generazione in generazione e lo incoraggia ad utilizzarla su Damon per indebolirlo. Stefan cerca di mettere della verbena nella bevanda di Damon ma non riesce dal momento che se ne accorge andando all'esposizione piuttosto arrabbiato. Tyler arriva a casa Gilbert per prendere la scatola con gli oggetti richiesti da sua madre. Elena gli dà la scatola, ma, in seguito, Lockwood chiama per dire ad Elena che l'orologio da tasca non è presente tra gli oggetti. Elena le dice che cercherà di portarlo al ballo dei Fondatori. Così va nella stanza di Jeremy e lo accusa di averlo rubato. Jeremy nega di averlo preso, ma alla fine lo restituisce ad Elena dicendole che l'ha preso solo perché il padre lo voleva dare a lui. Sentendosi in colpa Elena decide di restituire l'orologio a Jeremy prima di partire per il ballo. Alla festa, un ex fidanzato di Jenna, Logan Fell, (reporter della città) tenta di riconciliarsi con lei, ma lo rifiuta poiché è il motivo per cui aveva lasciato la città. Logan è persistente e alla fine della festa, Jenna accetta di uscire con lui per un pranzo. Damon vuole rimanere da solo con Elena così chiede a Caroline di chiedere a Stefan di ballare. Quando rimangono da soli, si scusa per il suo comportamento nel parcheggio e spiega che tutti i fratelli Salvatore sono maledetti e per questo Stefan e Damon si odiano. Egli condivide con lei la storia dei "primi" fratelli Salvatore e la donna che entrambi amavano. Elena dice a Damon che non vuole essere nel bel mezzo della loro rivalità e se ne va. Mentre balla con Stefan, Elena gli chiede del suo passato con Katherine ma si rifiuta di darle spiegazioni. Frustrata, Elena lo lascia solo sulla pista da ballo cominciando a credere nei presentimenti di Bonnie. Damon rivela il vero motivo della partecipazione all'esposizione, quando recupera un cristallo nascosto in una scatola di legno. Caroline cerca di impedirgli di rubare, ma Damon le spiega che è lì solo per prendere qualcosa di suo che aveva messo lì da tanto tempo. Nel frattempo, Bonnie si stupisce quando riesce ad accendere ogni candela nella sala da pranzo con i suoi poteri, mentre Elena vede segni di morsi sul corpo di Caroline e comincia a farle delle domande. Caroline dice che Damon non aveva intenzione di farle del male e se ne va. Elena va dritta da Damon per avvertirlo di stare lontano da Caroline e poi va da Stefan per scusarsi del suo comportamento in precedenza. Elena gli racconta di Caroline e di ciò che Damon le sta facendo, ma Stefan la rassicura dicendogli di saper gestire tutto. Dopo aver allontanato Caroline, Damon affonda i denti nel suo collo, ma dopo averne bevuto il sangue, crolla sull'erba in agonia. Stefan appare e confessa che, dal momento che non poteva drogare il suo drink con la verbena, ha drogato quello di Caroline, sapendo che Damon l'avrebbe morsa. Stefan porta Damon, che è troppo debole per resistere, nel seminterrato della loro casa e lo chiude lì per proteggere Elena. L'episodio si conclude con il signore e la signora Lockwood, lo sceriffo Forbes e Logan riuniti per discutere riguardo all'orologio da tasca che Elena non ha portato al ballo e di cui avevano bisogno. Chiedono a Forbes se è sicuro di quello che sta succedendo, e lei dice di sì dal momento che tutti e cinque i cadaveri sono stati trovati dissanguati. Infine Logan dice: "Sono ritornati."
- Guest star: Chris J. Johnson (Logan Fell), Chris William Martin (Zach Salvatore), Marguerite MacIntyre (Sceriffo Liz Forbes).
- Altri interpreti: Robert Pralgo (Richard Lockwood), Susan Walters (Carol Lockwood), Leland Jones (Pastore Bill).
- Ascolti USA: telespettatori 3 520 000 – share (18–49 anni) 5%[5]
- Ascolti Italia (free): telespettatori 1 078 933 – share 4,60%[6]

## L'ora della verità
- Titolo originale: You're Undead to Me
- Diretto da: Kevin Bray
- Scritto da: Sean Reycraft e Gabrielle Stanton

### Trama
Damon, sempre più debole, è ancora intrappolato nello scantinato, controllato da Zach, mentre Stefan torna a scuola e cerca di riconquistare la fiducia di Elena, che accetta le sue scuse. Damon attacca Zach, e Stefan, nel tentativo di salvargli la vita, tarda al suo appuntamento con Elena. Quando poi si reca al pub per scusarsi con Elena, un uomo gli dice di conoscerlo e di averlo visto più di 50 anni fa, nel 1953. Jenna, nel frattempo, inizia a frequentare Logan, vecchia fiamma dei tempi del liceo, il quale è in realtà interessato ad un antico orologio di proprietà del padre di Elena, ora in possesso di Jeremy. Elena e Stefan si riconciliano, ma quando la ragazza si ferisce involontariamente un dito, il vampiro è costretto a fuggire per non cedere all'odore del sangue. Elena rincontra l'uomo del pub e gli chiede spiegazioni riguardo al fatto di aver riconosciuto Stefan. Questi le racconta di aver conosciuto 2 fratelli Salvatore, Damon e Stefan, molti anni prima e che, da allora, non erano cresciuti di un solo giorno. Nel frattempo, Bonnie scopre di avere degli strani poteri e sua nonna le rivela di far parte di una famiglia di streghe provenienti da Salem. Damon, ancora rinchiuso nello scantinato, riesce a contattare mentalmente Caroline e a farsi liberare. Nella fuga, uccide Zach, che cercava di trattenerlo. Stefan corre sull'uscio di casa per cercare di fermare Damon, ma viene affrontato da Elena, che si è recata da lui per chiedergli cosa lui sia veramente.
- Guest star: Chris J. Johnson (Logan Fell), Chris William Martin (Zach Salvatore), Marguerite MacIntyre (Sceriffo Liz Forbes), Jasmine Guy (Sheila Bennett).
- Altri interpreti: Bob Banks (Nonno di Tiki), Brandi Coleman (Tiki), Desmond Phillips (Tony), Amber Wallace (Summer), Javier Carrasquillo (Jared), Jackson Walker (Franklin Fell).
- Ascolti USA: telespettatori 3 522 000 – share (18–49 anni) 5%[7]
- Ascolti Italia (free): telespettatori 1 078 933 – share 4,60%[6]

## Ragazze perdute
- Titolo originale: Lost Girls
- Diretto da: Marcos Siega
- Scritto da: Kevin Williamson e Julie Plec

### Trama
Stefan rivela a Elena di essere un vampiro, così come Damon. All'inizio Elena decide di stare lontana da lui, ma Stefan riesce a convincerla ad ascoltarlo e le racconta cosa accadde nel 1864: i due fratelli Salvatore si innamorarono entrambi di Katherine Pierce, una vampira di 500 anni giunta a Mystic Falls e ospite a casa loro. Katherine si nutriva di entrambi e a entrambi faceva bere il suo sangue. Quando i due fratelli morirono, si trasformarono quindi in vampiri, ma presero strade differenti e si separarono. Nel presente, Damon, per rimettersi in forze dopo la prigionia, si nutre di un gruppo di ragazzi riunitisi al cimitero per sballarsi. Tra questi c'è anche Vicki, che Damon decide di trasformare in vampiro, facendole bere il suo sangue e poi uccidendola. Spaventata da ciò che le sta accadendo, Vicki non riesce a controllare la sua sete e decide di fuggire. Stefan corre a cercarla e le promette di aiutarla a superare la transizione senza uccidere nessuno. Lo sceriffo Forbes e Carol Lockwood sono a conoscenza dell'esistenza dei vampiri e grazie a Logan riescono a trovare una bussola magica creata da Johnatan Gilbert, antenato di Elena, in grado di localizzarli. Nel bosco Logan individua Stefan e Vicki la quale non riesce a controllarsi e uccide l'uomo, completando la transizione. Elena, sconvolta dagli eventi, decide di lasciare Stefan.
- Guest star: Chris J. Johnson (Logan Fell), Marguerite MacIntyre (Sceriffo Liz Forbes).
- Altri interpreti: Robert Pralgo (Richard Lockwood), Kevin Nichols (Poliziotto), Desmond Phillips (Tony), Amber Wallace (Summer), Javier Carrasquillo (Jared), Jasmine Burke (Birdy Mae).
- Ascolti USA: telespettatori 3 877 000 – share (18–49 anni) 5%[8]
- Ascolti Italia (free): telespettatori 1 078 933 – share 4,60%[6]

## Ossessionata
- Titolo originale: Haunted
- Diretto da: Ernest Dickerson
- Scritto da: Andrew Kreisberg (soggetto); Kevin Williamson e Julie Plec

### Trama
Bonnie, venuta a conoscenza della sua discendenza da una famiglia di streghe molto potenti, cerca di imparare a gestire e a convivere con i suoi poteri, aiutata da Sheila. Intanto Vicki, andata a vivere dai Salvatore, è sempre più assetata. Stefan cerca di educarla ad uno stile di vita uguale al suo, spiegandole cosa le sta accadendo e come comportarsi, mentre Damon vuole farla diventare come lui. Elena, preoccupata dalla nuova natura di Vicki, va a trovarla e le chiede di stare lontana da Jeremy: la vampira la aggredisce, rinfacciandole il male che ha fatto a Matt, e scappa, tornando a casa da lui. Elena, sconvolta dallo scontro avuto con Vicki, va da Stefan che, turbato, le promette di proteggere lei e suo fratello e va a cercare Vicki, ma, arrivato a casa sua, viene cacciato. Intanto, a scuola fervono i preparativi per la festa di Halloween. Caroline dà a Bonnie il medaglione che ha preso a Damon, mentre Elena cerca di convincere Jeremy ad andare con lei alla festa. Jeremy, però, rifiuta perché vuole cercare Vicki, ma cambia idea quando riceve un messaggio della ragazza, nel quale lo invita alla festa e gli propone di fuggire insieme. In un bar, Damon sente il sindaco e la moglie parlare del ritorno dei vampiri in città. Quando Lockwood rimane sola, Damon cerca di soggiogarla usando il suo potere, ma fallisce perché lei indossa un bracciale contenente della verbena. Damon si presenta allora come il nipote di Zach, membro del Consiglio dei Fondatori, e la informa che ne sta prendendo momentaneamente il posto. Inoltre, se dovesse servire, sarà lui a darle la verbena. Damon accompagna Carol alla festa di Halloween, dove vede Bonnie con il medaglione. Poiché vuole recuperarlo, chiede a Bonnie di restituirglielo, ma quando la ragazza si rifiuta, Damon cerca di prenderlo personalmente. Nel momento in cui tocca il medaglione, però, si brucia la mano. Bonnie chiede spiegazioni a sua nonna, scoprendo che l'oggetto apparteneva a una sua antenata, una strega che praticava il voodoo e che lavorava per Katherine quando viveva dai Salvatore, Emily Bennett. Alla festa, Stefan perde di vista Vicki e con Elena, corre a cercarla: la trovano nel parcheggio mentre bacia Jeremy, ma non riesce a controllare la sua brama. Quando Elena cerca di fermarla, Vicki la attacca, ma Stefan la impala, uccidendola. Jeremy, sconvolto, scappa. Elena chiede a Damon di soggiogare Jeremy facendogli credere che Vicki se n'è andata dalla città e che non sarebbe più tornata. Intanto, Elena confessa a Stefan che, sebbene voglia dimenticare quello che è successo, una parte di lei non può dimenticare l'amore che prova per lui.
- Guest star: Jasmine Guy (Sheila Bennett).
- Altri interpreti: Robert Pralgo (Richard Lockwood), Susan Walters (Carol Lockwood).
- Ascolti USA: telespettatori 4 184 000 – share (18–49 anni) 6%[9]
- Ascolti Italia (free): telespettatori 1 014 000 – share 4,57%[10]

## 162 candeline
- Titolo originale: 162 Candles
- Diretto da: Rick Bota
- Scritto da: Barbie Kligman e Gabrielle Stanton

### Trama
Mentre è solo in casa, Stefan viene sorpreso da un vampiro: si tratta di Lexi, la sua migliore amica, arrivata in città per festeggiare il 162º compleanno di lui. I 2 si aggiornano sugli ultimi eventi delle rispettive vite: Stefan racconta a Lexi di Elena e del suo grande amore per lei. Si dirige poi da Forbes, che sta indagando sulla scomparsa di Vicki. Da Forbes si presenta anche Damon, diventato il fornitore di verbena del Consiglio per scoprire chi è a conoscenza dei vampiri e chi sta indagando su di loro. Elena riceve la visita di Bonnie, che le rivela di essere una strega. Elena decide allora di raccontare tutto a Stefan, ma ad aprirle la porta è Lexi in asciugamano. Elena se ne va ingelosita, mentre Lexi vuole sapere da Stefan perché la ragazza è identica a Katherine, ma lui non sa darle una risposta. Stefan spiega ad Elena che Lexi è una sua vecchia amica, arrivata in città per il suo compleanno. Chiarito l'equivoco, Stefan invita Elena alla festa organizzata da Caroline: la ragazza in un primo momento rifiuta, ma poi cambia idea. Durante la festa, Damon chiede a Caroline di riprendere il medaglione, ma Bonnie non lo restituisce. Intanto Elena viene avvicinata da Lexi, che le dice che non si può scappare dall'amore vero e che la capisce, poiché il suo grande amore era umano. Elena chiede poi a Damon il vero motivo della sua presenza a Mystic Falls: il ragazzo le confessa di avere un piano segreto. Uscito dal locale, attacca due ragazzi, uccidendo lui e lasciando in vita lei, modificandole i ricordi così che accusi Lexi. Damon uccide quindi Lexi davanti a Forbes, facendole così credere che Mystic Falls sia tornata ad essere una cittadina tranquilla. Stefan, che ha assistito alla scena insieme ad Elena, corre a casa per uccidere Damon, ma non ci riesce. Intanto Caroline, ubriaca, viene riaccompagnata a casa da Matt, che rimane con lei. Quella stessa notte, Bonnie sogna di scappare da qualcosa attraverso il bosco. La mattina dopo si risveglia nel cimitero di Fell's Church.
- Guest star: Arielle Kebbel (Lexi Branson), Marguerite MacIntyre (Sceriffo Liz Forbes), Bianca Lawson (Emily Bennett), Jasmine Guy (Sheila Bennett).
- Altri interpreti: Jasmine Burke (Birdy Mae), Bridget Evelyn (Ragazza), John Gilbert (Ragazzo), Jason Giuliano (Poliziotto 2), Kevin Nichols (Poliziotto), John Michael Weatherly (Barista).
- Ascolti USA: telespettatori 4 090 000 – share (18–49 anni) 5%[11]
- Ascolti Italia (free): telespettatori 1 014 000 – share 4,57%[10]

## La storia si ripete
- Titolo originale: History Repeating
- Diretto da: Marcos Siega
- Scritto da: Bryan M. Holdman e Brian Young

### Trama
Arriva in città Alaric Saltzman, il sostituto di Tanner, che porta uno strano anello. Alaric chiede a Jeremy una tesina sulla storia della città per rimediare ai brutti voti dell'ultimo periodo. Damon, intanto, continua a perseguitare Bonnie per riavere il medaglione. Sapendo che tramite l'oggetto Bonnie ha delle visioni di Emily, le dice di ricordare a questa di un misterioso patto. Tornando a casa, Bonnie lancia il medaglione fuori dal finestrino dell'auto, ma quella stessa sera, mentre è a casa di Elena con Caroline, lo ritrova nella sua borsa. Decidono così di fare una seduta spiritica per evocare lo spirito di Emily, che si impossessa del corpo di Bonnie. Intanto, Damon racconta a Stefan il motivo per il quale gli serve il medaglione: vuole utilizzarlo per liberare Katherine, imprigionata insieme ad altri 26 vampiri in una cripta nel bosco. Damon aveva promesso ad Emily che avrebbe salvato la sua dinastia a patto che lei salvasse Katherine ma, poiché la liberazione della vampira porterebbe al rilascio degli altri vampiri prigionieri, Emily, tramite il corpo di Bonnie, distrugge il medaglione. Damon la attacca, rischiando di ucciderla, ma Stefan riesce a salvarla facendole bere il suo sangue. Stefan dice addio ad Elena, in quanto ha deciso, come suo fratello, di andarsene per sempre. Nel frattempo, a casa Gilbert si presenta Logan, che si pensava fosse morto.
- Guest star: Matt Davis (Alaric Saltzman), Bianca Lawson (Emily Bennett), Chris J. Johnson (Logan Fell).
- Altri interpreti: Maria Howell (Professoressa Halpern).
- Ascolti USA: telespettatori 4 104 000 – share (18–49 anni) 5%[12]
- Ascolti Italia (free): telespettatori 1 014 000 – share 4,57%[10]

## Punto di svolta
- Titolo originale: The Turning Point
- Diretto da: J. Miller Tobin
- Scritto da: Barbie Kligman (soggetto); Kevin Williamson e Julie Plec (sceneggiatura)

### Trama
Jenna non fa entrare Logan in casa. Andandosene, Logan attacca una ragazza e la uccide per bere il suo sangue, poiché anche lui è diventato un vampiro. Trovato il corpo dissanguato, Forbes avverte Damon della presenza di un nuovo vampiro in città. Utilizzando la bussola, il maggiore dei Salvatore riesce a trovare Logan, che lo ferisce con dei proiettili di legno. L'uomo vuole sapere come controllare la fame e come uscire alla luce del sole senza morire, mentre Damon vuole sapere chi l'ha trasformato. Nessuno dei due, però, ottiene le informazioni che cerca. Intanto, Jeremy ricomincia a disegnare e continua a leggere i diari di Gilbert, nei quali parla di mostri e strane creature. Stefan informa Elena della presenza di un nuovo vampiro. Una volta scoperto che è Logan, Elena raccomanda a Jenna di stargli lontana. Logan dà un passaggio in auto a Caroline: quando sta per ucciderla, intervengono i fratelli Salvatore, avvertiti da Matt che la ragazza si era allontanata con lui. Stefan accompagna Caroline a casa. Rimasto solo con Logan, Damon cerca di ucciderlo, ma si ferma quando il vampiro lo informa che conosce un modo per aprire la cripta senza medaglione. Si danno appuntamento dopo qualche ora, ma Logan viene ucciso da Alaric. Elena torna a casa di Stefan, dove fanno l'amore. Quando Stefan si allontana per portarle qualcosa da bere, Elena vede un ritratto di Katherine, e sconvolta dalla somiglianza, scappa in auto. Per evitare un uomo in piedi in mezzo alla corsia, sterza bruscamente e la sua auto si ribalta. Elena vede l'uomo rialzarsi e che le si avvicina per attaccarla.
- Guest star: Matt Davis (Alaric Saltzman), Chris J.Johnson (Logan Fell), Marguerite MacIntyre (Sceriffo Liz Forbes).
- Altri interpreti: Robert Pralgo (Richard Lockwood), Melissa Ponzio (Daphne).
- Ascolti USA: telespettatori 3 567 000 – share (18–49 anni) 5%[13]
- Ascolti Italia (free): telespettatori 1 111 000 – share 4,78%[14]

## Discendenza
- Titolo originale: Bloodlines
- Diretto da: David Barrett
- Scritto da: Sean Reycraft (soggetto); Kevin Williamson e Julie Plec (sceneggiatura)

### Trama
Damon arriva sul luogo dell'incidente ed estrae Elena dall'auto capovolta, mentre l'aggressore scappa. Mentre Elena è incosciente, Damon la porta con sé in Georgia. Stefan, che salito in camera non trova più Elena e vede il ciondolo con la verbena abbandonato sopra la foto di Katherine, cerca di rintracciarla per telefono, ma invano. Cerca allora di farsi aiutare da Bonnie, ma i poteri della strega sembrano scomparsi: secondo la nonna della ragazza, la causa potrebbe essere la chiesa di Fell's Church nel bosco. Giunta all'edificio, Bonnie cade in una buca profonda, finendo di fronte all'ingresso della cripta dove sono tenuti prigionieri Katherine e gli altri 26 vampiri. Stefan riesce a tirarla fuori e a portarla a casa. Jeremy, proseguendo in biblioteca le sue ricerche per la tesina di storia, incontra Anna, una ragazza che, sapendo molte cose sui vampiri, si offre di aiutarlo. Intanto, ad Atlanta, Elena inizia a conoscere meglio Damon, che la presenta ad una sua vecchia amica, la strega Bree. Non vista, Bree avverte il fidanzato di Lexi della presenza di Damon: egli rapisce Elena e tenta di uccidere Damon, che egli crede essere legato sentimentalmente ad Elena, per vendicare la morte della sua amata. Elena riesce a fermare il fidanzato di Lexi, ma non Damon, che uccide Bree dopo aver saputo da lei che con il libro degli incantesimi di Emily la cripta può essere aperta comunque. Di ritorno a Mystic Falls, Elena affronta Stefan, chiedendogli perché somigli così tanto a Katherine. Stefan le confessa allora di aver assistito all'incidente nel quale sono morti i suoi genitori. Non potendo fare niente per sua madre, ormai deceduta, aveva tentato di salvare suo padre, ma l'uomo l'aveva pregato di occuparsi di Elena, rinunciando alla possibilità di salvarsi la vita. Notando la somiglianza di Elena con Katherine, Stefan aveva fatto delle ricerche, scoprendo che lei è stata adottata alla nascita. Al bar, Damon incontra Alaric, il quale riconosce in lui l'assassino di sua moglie Isobel.
- Guest star: Matt Davis (Alaric Saltzman), Mia Kirshner (Isobel Flemming), Malese Jow (Annabelle Zhu), Gina Torres (Bree), Brandon Quinn (Lee), Jasmine Guy (Sheila Bennett).
- Altri interpreti: Nancy Montgomery (Juanita).
- Ascolti USA: telespettatori 3 690 000 – share (18–49 anni) 4%[15]
- Ascolti Italia (free): telespettatori 1 111 000 – share 4,78%[14]

## Unpleasantville
- Titolo originale: Unpleasantville
- Diretto da: Liz Friedlander
- Scritto da: Barbie Kligman e Brian Young

### Trama
Elena comincia a ricevere delle strane telefonate da parte dell'uomo che l'ha investita nell'incidente. Stefan capisce che dei nuovi vampiri sono arrivati in città: le consegna quindi degli amuleti con la verbena per i suoi amici e familiari e la bussola che trova i vampiri. Ha poi un litigio con Damon, che sta cercando il diario di Salvatore, nella speranza di trovare un'indicazione che lo aiuti ad aprire la cripta. I due fratelli stringono un patto: Stefan lo aiuterà nel suo intento se, una volta liberata Katherine, gli altri vampiri verranno uccisi e Damon sparirà da Mystic Falls con Katherine. A scuola si sta preparando una festa in stile anni '50. Mentre Elena sta finendo di vestirsi, vede la bussola muoversi. Pensa che sia influenzata dall'avvicinarsi di Stefan, che sta venendo a prenderla, ma viene attaccata da un vampiro sconosciuto. Stefan riesce a salvarla, ma l'aggressore fugge. Durante la festa, Jeremy, aiutato da Anna, si occupa delle bevande. Anna appare molto interessata al diario di Gilbert, ora in possesso di Alaric: in realtà, Anna è una vampira, complice del vampiro che perseguita Elena. 
I due vogliono il diario per aprire la cripta. Anche il barista del Mystic Grill, bar della città, Ben, è un vampiro loro complice, che vuole conquistare Bonnie per sfruttare le sue doti di strega. Stefan, Elena e Damon riescono a fermare il vampiro persecutore per fargli confessare il piano (ovvero trovare il Grimorio attraverso il diario di Jonathan Gilbert) e successivamente lo uccidono. Tornata a casa, Jenna racconta ad Elena che, 17 anni prima, una sedicenne aveva chiesto aiuto a Greyson Gilbert, medico, perché doveva partorire, ma poi era fuggita lasciando la figlia al dottore e alla moglie, che avevano deciso di tenerla, falsificando il certificato di nascita. L'unica cosa che sapevano della ragazza è il suo nome, Isobel, lo stesso della defunta moglie di Alaric.
- Guest star: Matt Davis (Alaric Saltzman), Malese Jow (Annabelle Zhu), Dillon Casey (Noah), Sean Faris (Ben McKittrick).
- Altri interpreti: Joey Nappo (Bambino).
- Ascolti USA: telespettatori 3 720 000 – share (18–49 anni) 5%[16]
- Ascolti Italia (free): telespettatori 1 111 000 – share 4,78%[14]

## I figli dei dannati
- Titolo originale: Children of the Damned
- Diretto da: Marcos Siega
- Scritto da: Kevin Williamson e Julie Plec

### Trama
Mystic Falls, 1864. Damon, ancora umano, cerca di imparare ad essere un vampiro assistendo Katherine mentre caccia. L'indomani, Katherine incontra la vampira Pearl, che le propone di andarsene, poiché in città la caccia ai vampiri sta diventando incontrollabile, ma l'amica non vuole e la informa che presto trasformerà i Salvatore. Intanto, il Consiglio ha messo a punto una bussola che localizza i vampiri e il signor Salvatore mette al corrente i suoi figli dell'imminente lotta che si scatenerà in città. I due fratelli discutono riguardo alla possibilità di confessare al padre la verità su Katherine, ma Damon fa giurare al fratello di non rivelare mai il segreto che nascondono. Stefan, mentre beve con suo padre, conferma che offrirà il proprio aiuto. La sera, quando Katherine lo morde, resta paralizzata, perché il signor Salvatore, sospettando la sua vera natura, aveva messo della verbena nel bicchiere di Stefan. Katherine viene catturata e così anche Pearl. Anna, grazie all'aiuto di Emily, riesce a fuggire. Damon accusa Stefan di aver causato la cattura di Katherine. Mystic Falls, presente. Damon, ottenuta la collaborazione di Stefan ed Elena nel progetto di liberare Katherine, incarica la ragazza di cercare il diario del suo avo, ma Elena scopre presto che è nelle mani di Alaric. Intanto, Anna e Ben elaborano un piano per impossessarsi del Diario. Stefan va da Alaric, che gli confessa che Damon ha ucciso o trasformato Isobel e che vuole scoprire cosa le è successo. Stefan decide di aiutarlo in cambio del diario, ma i due scoprono che è stato rubato. Damon cena a casa di Elena e le chiede se l'aiuto che lei e Stefan hanno deciso di dargli è sincero: la ragazza lo rassicura. Stefan li raggiunge e, parlando con Jeremy, scopre che anche Anna sa del diario. Damon e Jeremy vanno quindi al bar per parlare con Anna e il vampiro riconosce in lei la figlia di Pearl, mentre Stefan ed Elena restano a casa a leggere le fotocopie del diario fatte da Alaric, capendo quindi dov'è il grimorio di Emily, il suo libro di incantesimi. Anna propone a Damon di lavorare insieme, ma lui, dopo aver visionato il diario, se ne va da solo. Intanto, Stefan ed Elena si dirigono alla bara di Giuseppe Salvatore senza Damon, e trovano il grimorio seppellito con il corpo. Damon li sorprende e, deluso dal comportamento di Stefan e ferito da Elena, si fa consegnare il diario. Intanto Bonnie, all'appuntamento con Ben, capisce che è un vampiro e prova a scappare, ma non ci riesce. A casa di Elena, la ragazza resta sola nella sua stanza, mentre Stefan scopre che Jeremy ha invitato Anna ad entrare. Riconoscendola come figlia di Pearl, va a cercare Elena, che è scomparsa.
- Guest star: Matt Davis (Alaric Saltzman), James Remar (Giuseppe Salvatore), Malese Jow (Annabelle Zhu), Bianca Lawson (Emily Bennett), Kelly Hu (Pearl Zhu), Sean Faris (Ben McKittrick).
- Altri interpreti: Ric Reitz (Benjamin Lockwood), Joe Knezevich (Johnathan Gilbert), Charles Van Eman (Uomo d'affari), Thomas Elliott (Allenatore), Phillip DeVona (Sceriffo William Forbes).
- Ascolti USA: telespettatori 4 010 000 – share (18–49 anni) 5%[17]
- Ascolti Italia (free): telespettatori 1 104 000 – share 4,48%[18]

## Mi hai ingannato una volta
- Titolo originale: Fool Me Once!
- Diretto da: Marcos Siega
- Scritta da: Brett Conrad

### Trama
Elena, risvegliatasi in una camera d'albergo insieme a Ben, cerca invano di scappare e viene rinchiusa nel bagno, dove trova Bonnie svenuta nella vasca. Nel frattempo Stefan cerca, inutilmente, di convincere Damon ad aiutarlo nelle ricerche di Elena. 
Rintracciata la camera d'albergo dove Elena e Bonnie sono prigioniere, le libera e intima a Ben di andarsene. Jeremy invita Anna alla festa organizzata quella sera nei pressi del cimitero: la vampira accetta, capendo che la festa si terrà vicino alla cripta. Anna incontra poi Damon, al quale dà appuntamento alla cripta di Fell's Church per quella sera stessa. In realtà Anna vuole solo salvare Pearl. Elena comunica a Damon che, nonostante non sia dispiaciuta per quello che è accaduto, lo aiuterà a salvare Katherine. Inizialmente Damon non le crede, ma poi decide di fidarsi di nuovo di lei. Alla festa, Jeremy si accorge che, mentre sta per baciarlo, il viso di Anna si trasfigura: le chiede spiegazioni, ma viene tramortito da Ben. Intanto, Bonnie e sua nonna riescono, unendo i loro poteri, ad aprire la cripta. Mentre Damon ed Elena entrano per recuperare Katherine, Stefan incontra Ben e Anna: uccide il vampiro dandogli fuoco, ma permette alla ragazza di scendere nella cripta per salvare sua madre. Per farla riprendere, Anna cattura Elena e le fa bere il suo sangue. Stefan entra nella cripta, attirato dalle urla di Elena, nonostante abbia scoperto che l'incantesimo operato dalle 2 streghe permette solo agli umani di uscire dal sepolcro. Bonnie convince sua nonna ad annullare l'incantesimo, così che Anna, sua madre e Stefan possano uscire. Elena torna dentro la cripta per recuperare Damon, che, avendo scoperto che Katherine non è rinchiusa con gli altri vampiri, ha deciso di restare nella cripta; la ragazza riesce però a convincerlo a uscire. Damon scaglia inoltre la sacca di sangue destinata a Katherine contro il muro. Tornato a casa, Jeremy inizia a fare ricerche sui vampiri; Elena va a casa di Bonnie, che trova sua nonna morta a causa della troppa energia consumata per compiere l'incantesimo. Damon raggiunge invece Anna e Pearl nella loro camera d'albergo, accusando la vampira più giovane di aver sempre saputo che Katherine non era nella cripta. Anna si giustifica spiegando che, altrimenti, lui non l'avrebbe mai aiutata, mentre Pearl racconta che Katherine aveva ottenuto la libertà in cambio della trasformazione in vampiro dell'uomo che la stava per rinchiudere. Anna rivela a Damon di aver incontrato Katherine a Chicago negli anni '80, la vampira sapeva dove fosse Damon, ma non le interessava incontrarlo, rivelazione che spezza il cuore a Damon. Nel frattempo, nella cripta, uno dei vampiri, Harper, riesce a bere il sangue fuoriuscito dalla sacca lanciata da Damon e ad uscire dal sepolcro riuscendo a liberare gli altri.
- Guest star: Malese Jow (Annabelle Zhu), Kelly Hu (Pearl Zhu), Sterling Sulieman (Harper), Sean Faris (Ben McKittrick), Jasmine Guy (Sheila Bennett).
- Altri interpreti: Justin Smith (Duke).
- Ascolti USA: telespettatori 3 513 000 – share (18–49 anni) 4%[19]
- Ascolti Italia (free): telespettatori 1 104 000 – share 4,48%[18]

## Uomini d'onore
- Titolo originale: A Few Good Men
- Diretto da: Joshua Butler
- Scritta da: Brian Young

### Trama
Elena, triste per la partenza di Bonnie in seguito alla morte di sua nonna, viene a sapere da Jenna che sua madre, per partorire, ha utilizzato il cognome di una sua amica, Trudie, che abita ancora in zona, e che anche la moglie deceduta di Alaric si chiamava Isobel. Elena condivide la nuova scoperta con Stefan, che chiede a Damon se si ricorda di una ragazza di nome Isobel che frequentava la Duke, ma riceve risposta negativa. Mentre Caroline e Matt proseguono con la loro relazione, la madre del ragazzo, Kelly Donovan, torna a casa, ma non gradisce la nuova ragazza di suo figlio. Intanto, Alaric e Jenna iniziano ad uscire insieme: la donna gli rivela il nome della vera madre di Elena e gli mostra una sua foto. Alaric riconosce nell'immagine Isobel.
Elena si reca da Trudie e, durante la conversazione, capisce che questa sa qualcosa sui vampiri. Dopo la sua visita, Trudie viene uccisa. Alaric ricorda che Isobel, mentre lavorava alla tesi di laurea, gli aveva rivelato di aver scoperto che a Mystic Falls si parlava dell'esistenza dei vampiri. Nel frattempo, Elena va a casa dei Salvatore, dove mette al corrente Damon delle scoperte fatte sulla sua madre naturale, ma questi sostiene che una donna che abbandona la figlia appena nata non meriti nulla. Stefan le comunica in seguito che è figlia della moglie di Alaric. Durante una raccolta fondi, nella quale si mettono all'asta gli scapoli della città, tra cui Damon e Alaric, Caroline cerca, invano, di conquistare la madre di Matt. Forbes consegna a Damon un fascicolo su Alaric e il ragazzo riconosce Isobel. Durante l'asta, racconta davanti a tutti di come abbia conosciuto la moglie di Alaric e lascia intendere che l'abbia uccisa. Elena, sconvolta, scappa seguita da Stefan. Fuori incontra l'assassino di Trudie, che le intima di interrompere le ricerche e che successivamente si suicida. Elena affronta Damon, che capisce che Isobel era la madre della ragazza. Successivamente, a casa Salvatore, Damon litiga con Alaric, lo informa di non aver ucciso Isobel, ma di averla trasformata su sua richiesta, e lo uccide. Alaric, però, si risveglia, grazie all'anello che porta al dito, lasciatogli da Isobel. Nel frattempo, i vampiri risvegliati dalla cripta si dirigono a casa di Pearl e Anna, che li stanno aiutando ad adattarsi alla vita nel nuovo secolo.
- Guest star: Mia Kirshner (Isobel Flemming), Marguerite MacIntyre (Sceriffo Liz Forbes), Malese Jow (Annabelle Zhu), Kelly Hu (Pearl Zhu), Sterling Sulieman (Harper), Amanda Detmer (Trudie Peterson), Melinda Clarke (Kelly Donovan).
- Altri interpreti: Susan Walters (Carol Lockwood), Mike Kalinowski (Escursionista), Maia Osman (Ragazza persa), Jeni Perillo (Bethanne), Dax Griffin (Scapolo 3), Michael Showers (Uomo).
- Ascolti USA: telespettatori 3 324 000 – share (18–49 anni) 5%[20]
- Ascolti Italia (free): telespettatori 1 104 000 – share 4,48%[18]

## Il male si avvicina
- Titolo originale: There Goes the Neighborhood
- Diretto da: Kevin Bray
- Scritta da: Bryan Oh e Andrew Chambliss

### Trama
Caroline continua la sua storia con Matt nonostante l'avversità di Kelly, e invita ad un'uscita a quattro Stefan ed Elena. Damon incontra Pearl, che gli chiede il suo aiuto per far ristabilire i vampiri usciti dalla cripta. Durante la serata, Elena e Matt iniziano a ricordare i momenti passati insieme, facendo ingelosire Caroline. Successivamente, Elena viene fermata da un uomo che la scambia per Katherine. Matt e Caroline, approfittando di un giro con la macchina sportiva di Stefan, si dichiarano. In casa, Damon e Stefan vengono attaccati da due vampiri, uno dei quali viene ucciso. Damon racconta quindi a Stefan dei vampiri usciti dalla cripta. Nel frattempo, Jeremy invita a casa Anna. Mentre preparano un panino, Jeremy si taglia volontariamente la mano e costringe Anna a nutrirsi del suo sangue, confermando i suoi sospetti sulla vera natura della ragazza. Le chiede, inoltre, di trasformarlo.
- Guest star: Malese Jow (Annabelle Zhu), Kelly Hu (Pearl Zhu), Sterling Sulieman (Harper), Stephen Martines (Frederick), Melinda Clarke (Kelly Donovan).
- Altri interpreti: Jeni Perillo (Bethanne), Tiffany Morgan (Samantha Gibbons).
- Ascolti USA: telespettatori 2 800 000 – share (18–49 anni) 4%[21]
- Ascolti Italia (free): telespettatori 1 027 000 – share 4,13%[22]

## Strane alleanze
- Titolo originale: Let the Right One In
- Diretto da: Dennis Smith
- Scritta da: Brian Young (soggetto); Julie Plec (sceneggiatura)

### Trama
Anna rifiuta di trasformare Jeremy in un vampiro. Intanto, a casa di Pearl i vampiri vogliono scoprire chi stia prendendo la verbena che impedisce loro di nutrirsi. Mentre Caroline sta andando a una festa, la sua auto si ferma nel bosco e, cercando un posto dove ci sia campo, cade da un dirupo, scoprendo il corpo seppellito di Vicki. Avvisa quindi la sua famiglia e gli amici; Jeremy, sconvolto, decide di buttare via tutto ciò che la riguarda. Anna capisce quindi che la vera ragione per cui voleva essere trasformato era restare per sempre assieme a Vicki e ne resta ferita. Damon, Stefan ed Elena cercano di elaborare un piano per sconfiggere la nuova armata di non-morti: Stefan esce da solo per cacciare e bere il sangue di qualche animale poiché la visita dei due vampiri della sera prima lo aveva indebolito, ma viene catturato. Capendo che si trova a casa di Pearl, Damon vi si dirige per salvarlo, ma, non essendo stato invitato ad entrare, deve assistere impotente alla tortura del fratello. Damon ed Elena chiedono quindi aiuto ad Alaric, con la promessa che Pearl lo aiuterà a trovare sua moglie Isobel, e riescono a salvare Stefan. Il vampiro, però, è in fin di vita ed Elena gli fa bere un po' del suo sangue per farlo ristabilire. Dopo essersi salutati, Damon si dirige al bar per parlare con Alaric e, quando torna indietro, trova Stefan intento a nutrirsi di sangue umano.
- Guest star: Malese Jow (Annabelle Zhu), Kelly Hu (Pearl Zhu), Sterling Sulieman (Harper), Marguerite MacIntyre (Sceriffo Liz Forbes), Stephen Martines (Frederick), Melinda Clarke (Kelly Donovan).
- Altri interpreti: Robert Pralgo (Richard Lockwood), Tiffany Morgan (Samantha Gibbons), Brian Ames (Billy), Anna Marie Harrison (Hostess del Mystic Grill).
- Ascolti USA: telespettatori 3 476 000 – share (18–49 anni) 5%[23]
- Ascolti Italia (free): telespettatori 1 027 000 – share 4,13%[22]

## Sotto controllo
- Titolo originale: Under Control
- Diretto da: David Von Ancken
- Scritta da: Barbie Kligman e Andrew Chambliss

### Trama
Stefan, sentendosi in colpa per aver di nuovo bevuto sangue umano, tenta senza successo di disintossicarsi da solo. A casa Gilbert arriva in visita lo zio John, fratello di Grayson, mentre Alaric mostra ad Elena il tema di Jeremy sui vampiri. Durante una passeggiata con Jeremy, Elena gli confessa di essere stata adottata, ma questi le assicura che la considera comunque sua sorella. Durante la conversazione, Elena comincia a parlare di vampiri, trovando però Jeremy scettico.
La sera si svolge la festa per le famiglie dei fondatori. Stefan si presenta completamente ubriaco e si comporta in modo disinvolto di fronte ad Elena che, incredula, chiede spiegazioni a Damon, ricevendo come risposta l'assicurazione che il ragazzo tornerà presto come prima. Successivamente, durante una discussione con Gilbert, Damon lo uccide, ma poco dopo lo vede aggirarsi per la casa illeso. Fa quindi notare ad Alaric che l'uomo indossa un anello uguale a quello lasciato da Isobel al marito. Dopo la festa, John incontra i due e minaccia Damon, spiegandogli che se lo ucciderà, il Consiglio verrà al corrente di tutti i fatti passati dei fratelli Salvatore, compresa la loro storia d'amore con Katherine. Intanto, parlando con Jeremy, Elena fa nascere nel fratello ulteriori dubbi sulla morte di Vicki. Subito dopo la conversazione, Jeremy abbandona la festa e torna a casa, dove, leggendo il diario della sorella, scopre tutti i segreti che gli ha tenuto nascosti. A casa, Elena trova Stefan, che le confessa di non riuscire più a controllarsi. Elena lo rassicura ribadendo che nutre completa fiducia in lui. Tornato a casa, Stefan non resiste e beve un bicchiere di sangue umano lasciatogli da Damon.
- Guest star: Marguerite MacIntyre (Sceriffo Liz Forbes), David Anders (John Gilbert), Melinda Clarke (Kelly Donovan).
- Altri interpreti: Robert Pralgo (Richard Lockwood), Justin Smith (Duke).
- Ascolti USA: telespettatori 3 152 000 – share (18–49 anni) 5%[24]
- Ascolti Italia (free): telespettatori 1 027 000 – share 4,13%[22]

## La reginetta di Mystic Falls
- Titolo originale: Miss Mystic Falls
- Diretto da: Marcos Siega
- Scritta da: Bryan Oh e Caroline Dries

### Trama
Stefan mente ad Elena dicendole che la sua sete di sangue umano è stata placata. A scuola, intanto, è tornata Bonnie, ma Elena non riesce a parlare con lei. Damon viene a sapere dallo sceriffo e da John che un vampiro ha rubato delle riserve di sangue dall'ospedale. Dopo una conversazione con Anna capisce che il ladro è Stefan, ma lui nega di avere dei problemi e rifiuta il suo aiuto. Nel frattempo la città sta preparando il necessario per la festa dei fondatori e sia Elena che Caroline sono candidate al titolo di reginetta di Mystic Falls. Durante le prove per il ballo Elena riesce a parlare con Bonnie, scoprendo che l'amica ritiene Stefan e Damon colpevoli della morte di sua nonna. John chiede aiuto a Damon per ritrovare un oggetto che Pearl rubò a Jonathan. Damon decide però che terrà lui l'oggetto, perché vuole scoprire di cosa si tratta. Mentre Elena si sta preparando per la festa Damon le rivela la verità su Stefan, sconvolgendo la ragazza e facendola litigare con Stefan, che poi si allontana. Damon sostituisce quindi Stefan come accompagnatore di Elena e balla con lei. Intanto, Stefan ha portato via con sé una delle candidate al titolo di reginetta, Amber, della quale beve il sangue. Mentre la sta per uccidere viene ritrovato da Damon, Elena e Bonnie, che con i suoi poteri riesce a farlo tornare in sé. Jeremy rivela ad Anna di sapere tutta la storia sul suo conto dopo aver letto il diario di Elena, e lei ammette che all'inizio lui era solo un mezzo per riavere sua madre, ma ora non gli farebbe alcun male. Bonnie chiede ad Elena di lasciarla in pace, perché non può più sopportare la situazione creatasi con i 2 fratelli Salvatore. Finita la festa Damon torna a casa e incontra Anna e Pearl, che credono che l'oggetto desiderato da John sia un orologio speciale inventato da Johnatan, in grado di localizzare i vampiri. Tuttavia Pearl si rende conto, quando venne catturata, di aver rubato l'oggetto sbagliato, perciò pur non sapendo cosa fosse lo dà a Damon per scusarsi dell'attacco dei suoi subordinati a Stefan. In camera sua intanto Stefan ha un'altra crisi e quasi attacca Elena, per poi calmarsi. Elena riesce a sedarlo e, con l'aiuto di Damon, lo rinchiude nello scantinato.
- Guest star: Malese Jow (Annabelle Zhu), Kelly Hu (Pearl Zhu), Spencer Locke (Amber Bradley), Marguerite MacIntyre (Sceriffo Liz Forbes), David Anders (John Gilbert).
- Altri interpreti: Robert Pralgo (Richard Lockwood), Susan Walters (Carol Lockwood), Autumn Dial (Tina Fell), Stepheny Brock (Blair Fell).
- Ascolti USA: telespettatori 3 329 000 – share (18–49 anni) 5%[25]
- Ascolti Italia (free): telespettatori 893 000 – share 3,17%[26]

## Fratelli di sangue
- Titolo originale: Blood Brothers
- Diretto da: Liz Friedlander
- Scritto da: Kevin Williamson e Julie Plec

### Trama
Stefan, rinchiuso nella cantina, ripensa al passato: Mystic Falls, 1864. La caccia ai vampiri è cominciata. Stefan e Damon, collaborando per salvare Katherine, vengono uccisi a colpi di fucile. Il giorno dopo, Stefan si risveglia in una casetta vicino alla cava dove Emily lo informa che li ha portati lì e che sia lui che Damon si trovano in uno stato di transizione tra la natura umana e quella vampira. Stefan è confuso in quanto convinto di non aver mai bevuto il sangue di un vampiro, ma Emily lo informa che Katherine lo soggiogava per farlo, mentre Damon non aveva bisogno di essere soggiogato in quanto lo faceva spontaneamente. I due fratelli ora hanno due possibilità: lasciarsi morire o diventare completamente vampiri, nutrendosi di sangue umano. 
Stefan raggiunge la riva del lago, dove discute con suo fratello della morte di Katherine e di come loro padre, Giuseppe Salvatore, li abbia ripudiati. Mystic Falls, presente. Elena e Damon cercano di far nutrire Stefan, invano. A casa, Elena si imbatte in suo zio John, che le dice di sapere che Stefan è un vampiro. Anna comunica a Jeremy che ricomincerà a frequentare il liceo, mentre prima studiava in casa. Damon apprende da Alaric un indirizzo dove potrebbe trovarsi Isobel. Elena è sempre più preoccupata dal fatto che Stefan rifiuta di nutrirsi è quella sera entra nella cella dove Stefan prova ad attaccarla, ma poi continua a ricordare e racconta ad Elena la sua storia. Mystic Falls, 1864. Dopo essersi risvegliato vicino alla cava, Stefan era andato a trovare il padre, che gli aveva confessato di essere stato lui stesso ad uccidere i suoi due figli perché non poteva tollerare il loro amore per un vampiro: durante una lite Giuseppe Salvatore aveva provato ad ucciderlo nuovamente, ma si era ferito e Stefan, nutrendosi del suo sangue e uccidendolo, si era trasformato completamente. Mystic Falls, presente. Damon e Alaric si dirigono all'indirizzo trovato da Ric e trovano un vampiro della cripta che, prima di essere ucciso, racconta di come John li stia aiutando a riprendersi dopo essere tornati tra i vivi. Il professore decide di non cercare più Isobel. Nel frattempo, John comunica a Pearl di sapere cos'è realmente. Pearl, impaurita, torna a casa per preparare le valigie e andarsene ma prima di uscire viene uccisa assieme a Harper. Anna, dopo aver salutato Jeremy, torna a casa e trova sua madre morta, uccisa da John, e scoppia in lacrime. Damon, tornato a casa, vede Elena sconvolta dopo il racconto di Stefan e le narra di come Stefan lo obbligò a trasformarsi. Elena lascia a Stefan la possibilità di uscire dalla cella portandogli l'anello, ma Stefan fugge senza indossarlo. Elena lo segue e lo convince a combattere la sua natura. A casa Stefan chiede scusa a Damon che gli dice di odiarlo non per averlo obbligato a trasformarsi, ma perché Katherine trasformò anche lui. Intanto al bar della città Alaric, dopo la nottata trascorsa con Damon a caccia di vampiri, viene avvicinato da Isobel.
- Guest star: James Remar (Giuseppe Salvatore), Mia Kirshner (Isobel Flemming), Malese Jow (Annabelle Zhu), Kelly Hu (Pearl Zhu), David Anders (John Gilbert), Bianca Lawson (Emily Bennett), Sterling Sulieman (Harper).
- Altri interpreti: Evan Gamble (Henry), Joe Knezevich (Johnathan Gilbert).
- Ascolti USA: telespettatori 3 393 000 – share (18–49 anni) 5%[27]
- Ascolti Italia (free): telespettatori 893 000 – share 3,17%[26]

## Isobel
- Titolo originale: Isobel
- Diretto da: J. Miller Tobin
- Scritto da: Caroline Dries e Brian Young

### Trama
Isobel chiede ad Alaric di fissarle un appuntamento con sua figlia Elena. Intanto, Elena si informa presso Damon della salute di Stefan. Alaric convoca Damon, Stefan ed Elena, per comunicare loro dell'incontro avuto con Isobel: Elena decide di incontrare la madre, ma rimane molto delusa scoprendo la sua malvagità. Intanto, Isobel ordina a John di portarle l'oggetto creato dal suo antenato, che è un'arma contro le creature della notte. L'indomani, durante i preparativi per la festa dei fondatori, Elena incontra nuovamente Isobel, che rapisce Jeremy per convincere la figlia a darle l'arma del suo antenato. A casa Salvatore, Elena, Damon, Stefan e Bonnie studiano un piano, facendo infine disattivare l'arma dalla magia di Bonnie. Giunto il momento dello scambio, assicuratasi che Jeremy sia a casa sano e salvo, Elena incontra Isobel con Stefan e Damon per consegnarle il congegno, e le chiede come sapeva che Damon si sarebbe fidato di Elena e glielo avrebbe dato, Isobel risponde che Damon è innamorato di lei, e successivamente scompare. Dopo l'incontro, Stefan attacca Damon, intimandogli di stare lontano da Elena perché lei sta con lui. 
Damon gli assicura che considera lei una semplice amica, per la quale ci sarà sempre. Bonnie confessa a Caroline che si sente in colpa per non aver fatto qualcosa per Elena: disattivare l'arma contro i vampiri.
- Guest star: Mia Kirshner (Isobel Flemming), Malese Jow (Annabelle Zhu), David Anders (John Gilbert).
- Altri interpreti: Jena Sims (Cherie), Michael Roark (Cowboy).
- Ascolti USA: telespettatori 3 312 000 – share (18–49 anni) 5%[28]
- Ascolti Italia (free): telespettatori 1 025 000 – share 3,44%[29]

## Il giorno della Fondazione
- Titolo originale: Founder's Day
- Diretto da: Marcos Siega
- Scritto da: Bryan Oh e Andrew Chambliss

### Trama
È il giorno della Fondazione. Stefan ricorda a Damon che Elena è la sua ragazza e che non è come Katherine; successivamente, esprime alla ragazza i suoi timori per il rapporto che ha con Damon e le rivela che ci sono buone probabilità che John sia suo padre: ha un anello magico uguale a quello che Isobel ha regalato ad Alaric, e quando la madre doveva partorire l'ha aiutata il fratello di John, Grayson, che l'ha poi adottata. Intanto, a casa, Jeremy riceve la visita di Anna che, dopo avergli detto di essere in partenza, gli consegna una boccetta con il suo sangue, cosicché possa trasformarsi. Scoprendo che Jeremy non vuole più essere un vampiro, se ne va delusa. Durante la sfilata, Damon ringrazia Bonnie per quanto ha fatto per lui, dicendole di esserle debitore. Nel frattempo, John, Lockwood e gli altri Fondatori, recuperato il congegno per sconfiggere i vampiri, si preparano ad usarlo, nonostante il parere contrario di Forbes. In serata, mentre la festa prosegue, Anna avvicina Damon, e lo mette al corrente del piano dei vampiri usciti dalla cripta di attaccare e uccidere tutti i discendenti dei fondatori dopo i fuochi d'artificio. Allarmato, Damon avverte Stefan, che insieme ad Elena, va a cercare Jeremy. Il congegno viene attivato e tutti i vampiri crollano a terra. John inietta a Damon della verbena, mentre Stefan riesce a mettersi in salvo grazie ad Alaric. Anna viene presa da 2 agenti mentre parlava con Jeremy. Inaspettatamente, tra le vittime dell'arma ci sono anche Richard Lockwood e suo figlio Tyler, che in quel momento era alla guida della sua auto con Matt e Caroline, causando un brutto incidente. La ragazza ha un'emorragia interna e viene portata urgentemente in ospedale. Tutti i vampiri sono stati radunati in un edificio e, sotto gli occhi di Damon, John uccide Anna. Poco dopo, Damon vede Lockwood con loro, ma sa che non è un vampiro perché su di lui la verbena non ha fatto effetto. Stefan, ripresosi, corre a cercare il fratello con Elena, che confessa a John di sapere che lui è suo padre. Grazie all'aiuto di Bonnie, Stefan riesce a salvare Damon. Quest'ultimo va a casa di Elena per parlare con Jeremy e lo informa della morte di Anna. Il ragazzo, rimasto solo, beve il sangue di Anna e assume un'intera scatola di pasticche. Fuori casa, Damon incontra Elena che sta rientrando e la ringrazia per aver chiesto a Bonnie di salvarlo dalle fiamme. I 2 si baciano. 
Elena, interrotta dalla zia Jenna, entra in casa. Mentre parla con John in cucina, improvvisamente afferra un coltello, gli taglia il dito con l'anello e lo accoltella in pieno petto: si scopre così che la ragazza non è Elena, ma Katherine. In quell'istante, la vera Elena rientra in casa e si dirige in cucina, da dove provengono dei rumori.
- Guest star: Malese Jow (Annabelle Zhu), David Anders (John Gilbert), Marguerite MacIntyre (Sceriffo Liz Forbes), Mike Erwin (Charlie), Stephen Martines (Frederick).
- Altri interpreti: Robert Pralgo (Richard Lockwood), Susan Walters (Carol Lockwood), Kevin Nichols (Poliziotto), Jason Giuliano (Poliziotto 2), Dave Pileggi (Soccorritore).
- Ascolti USA: telespettatori 3 471 000 – share (18–49 anni) 5%[30]
- Ascolti Italia (free): telespettatori 1 025 000 – share 3,44%[29]